# Arenas (paroisse civile)
Pour les articles homonymes, voir Arenas.
Arenas est l'une des six paroisses civiles de la municipalité de Montes dans l'État de Sucre au Venezuela. Sa capitale est Arenas.